# Harnham, Wiltshire
Harnham är en stadsdel i Salisbury, i civil parish Salisbury, i distriktet Wiltshire, i grevskapet Wiltshire, i England. Harnham var en civil parish från 1904 till 1905 då den blev en del av New Sarum.